# Laccophilus productus
Laccophilus productus – gatunek wodnego chrząszcza z rodziny pływakowatych i podrodziny Laccophilinae.
Gatunek ten opisany został w 1906 roku przez M.A. Régimbarta.
Chrząszcz o ciele długości od 4,1 do 4,9 mm, bardziej wysmuklonym niż L. rocchi. Wierzch ciała jest u niego prawie matowy wskutek delikatnej, gęstej mikrorzeźby i siateczkowania o małych, jednorodnych oczkach. Głowę i przedplecze ma jasnordzawe, to drugie z ciemniejszym znakiem. Pokrywy ma ciemnordzawe z trzema jasnordzawymi obszarami położonymi: w pobliżu nasady, przedwierzchołkowo i wierzchołkowo. Najwyżej jeden jasny obszar danej pokrywy tworzy zamkniętą komórkę. Punktowanie rzędów pokryw jest drobne, na dysku nieco nieregularne, w częściach grzbietowo-bocznych i bocznych rozproszone. Spód ciała ma rdzawy do ciemnordzawego. U samca ostatni widoczny sternit odwłoka jest symetryczny. W widoku grzbietowym wierzchołkowa część penisa jest nieco falista i tylko na samym czubku lekko zakrzywiona w lewo. W widoku bocznym penis nie jest odgięty do tyłu.
Owad afrotropikalny, znany z Kenii i Tanzanii.